# Gemshorn
Cet article concerne l'instrument de musique. Pour le sommet des Alpes suisses, voir Gemshorn (sommet).

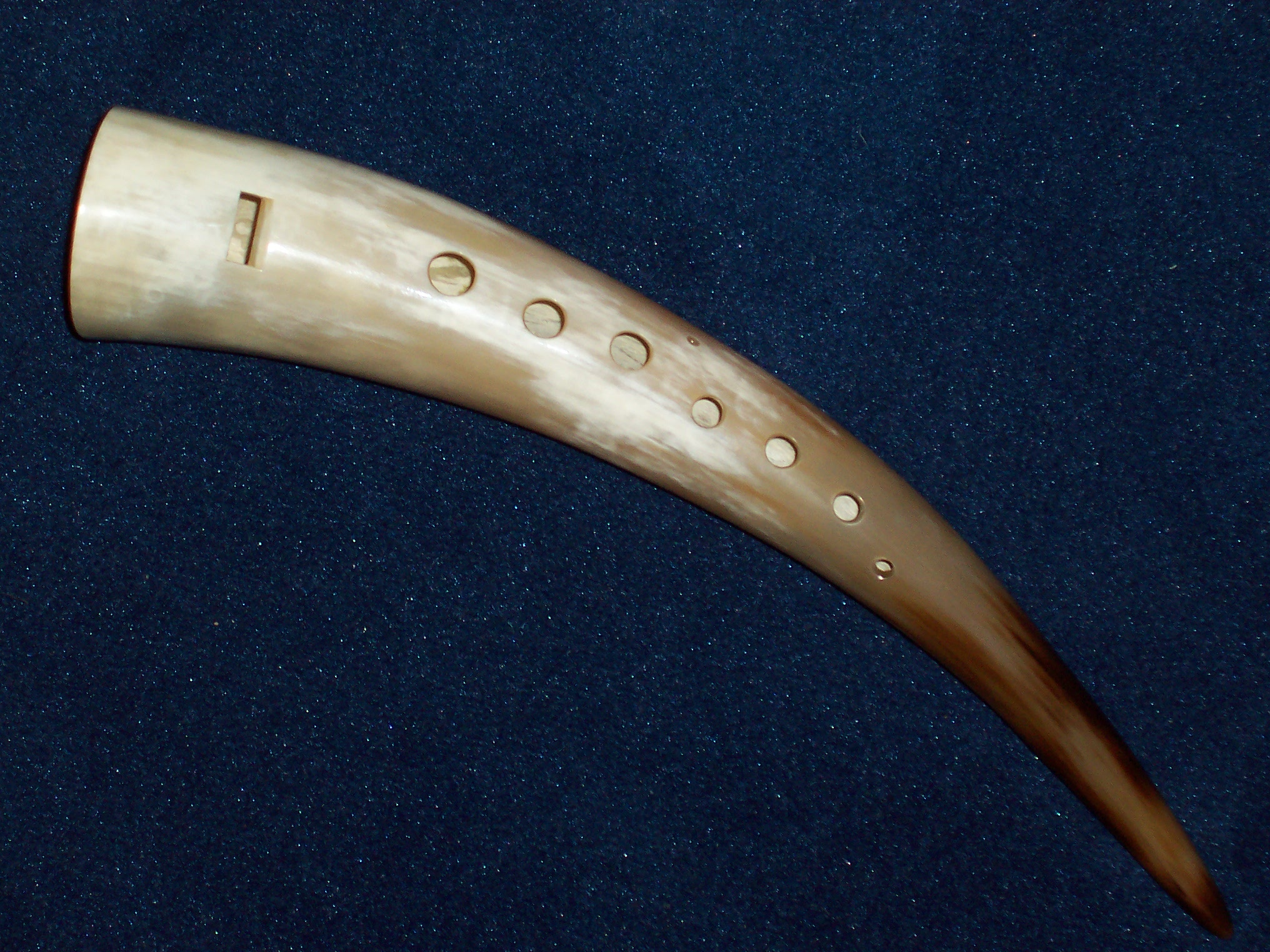
Gemshorn.

Le gemshorn ou flûte en corne est un instrument de musique du Moyen Âge fabriqué au XVe siècle. Il est composé d'une corne d'animal évidé puis percé de six trous enfin on bouche le fond de la corne.
Le Gemshorn ou (en français) le cor de chamois désigne également un jeu d'orgue classé parmi les flûtes ou les bourdons.